# 八代市立泉第二小学校

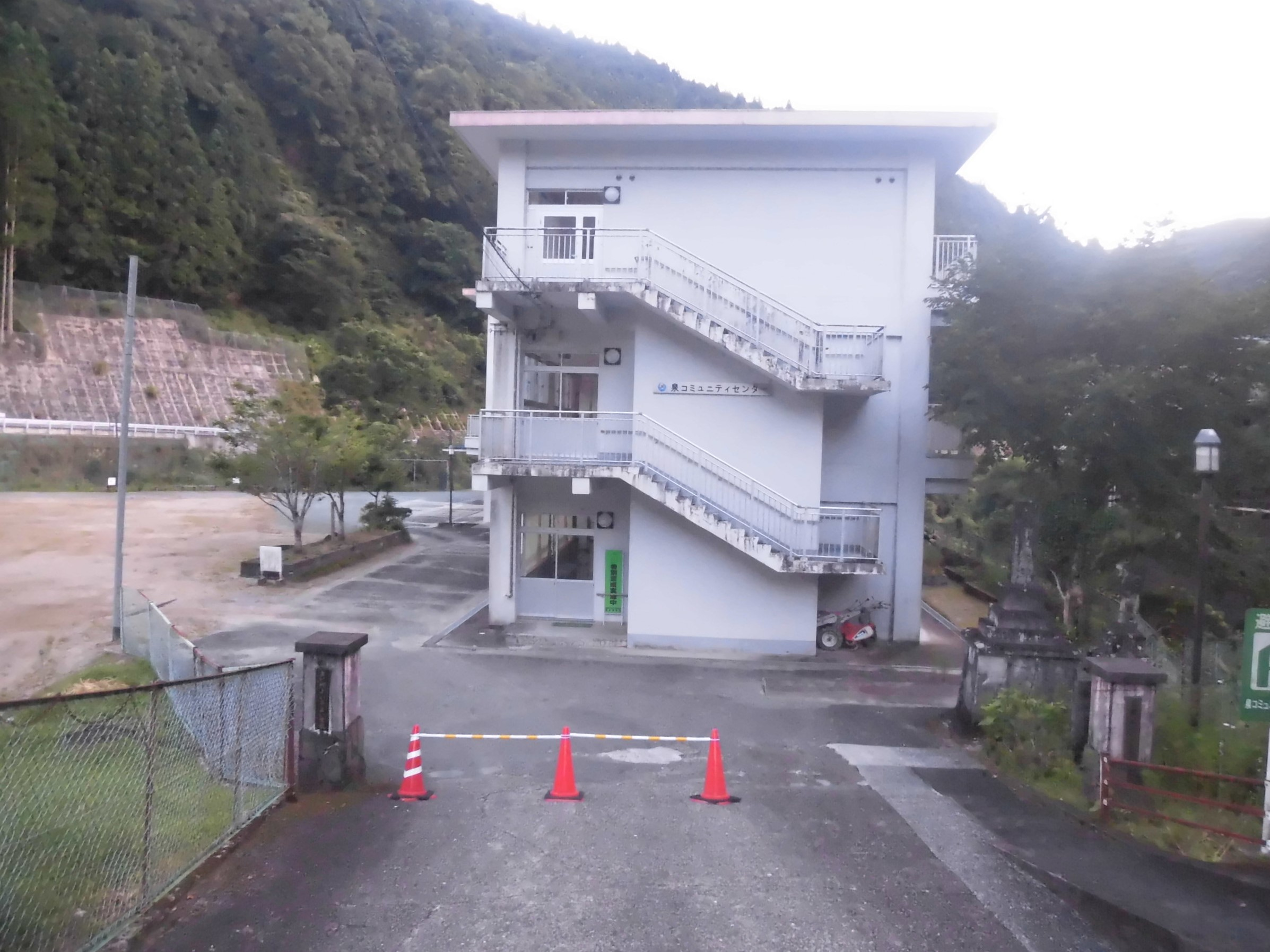
校舎（正門から）

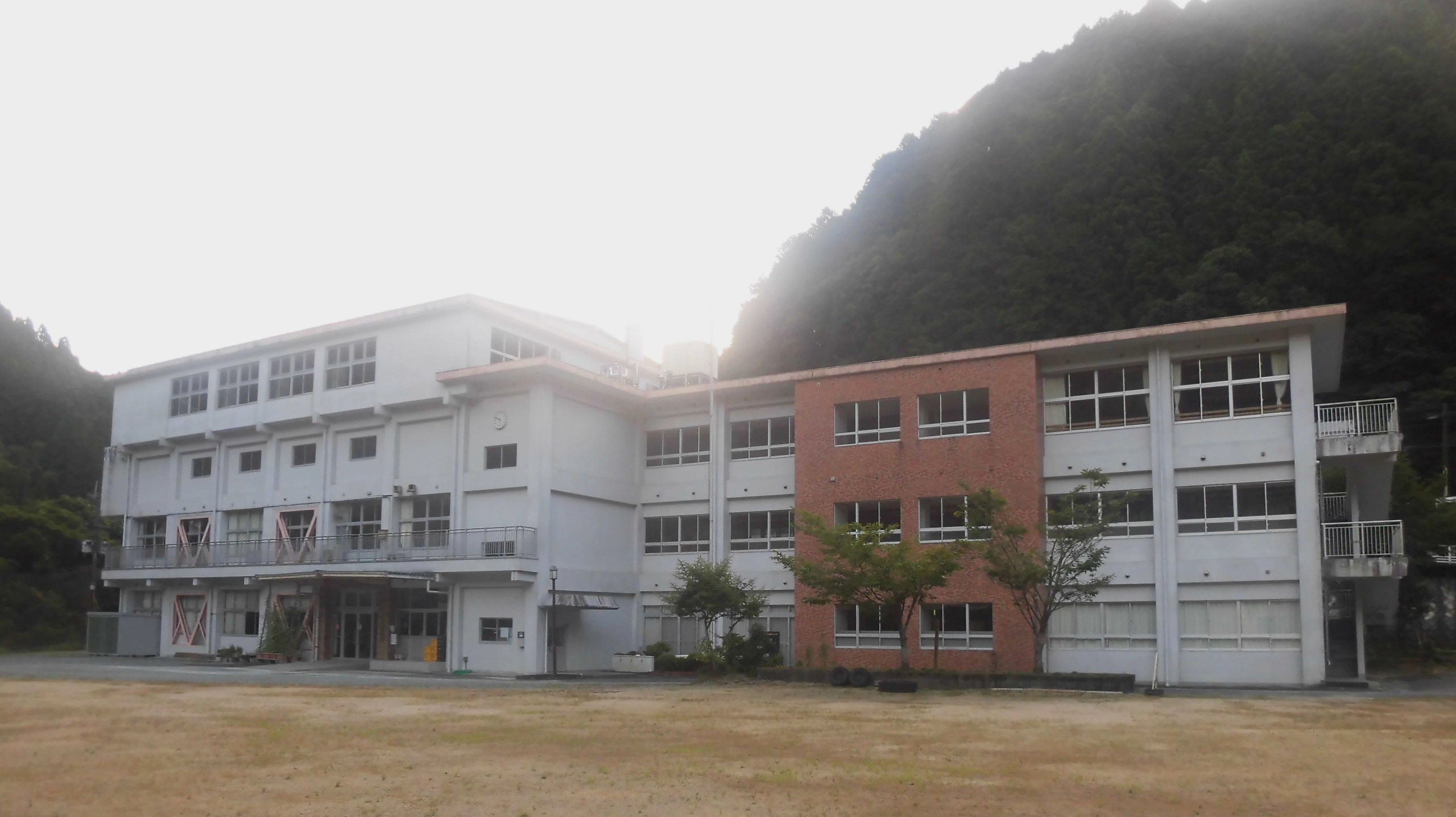
校舎（運動場から）

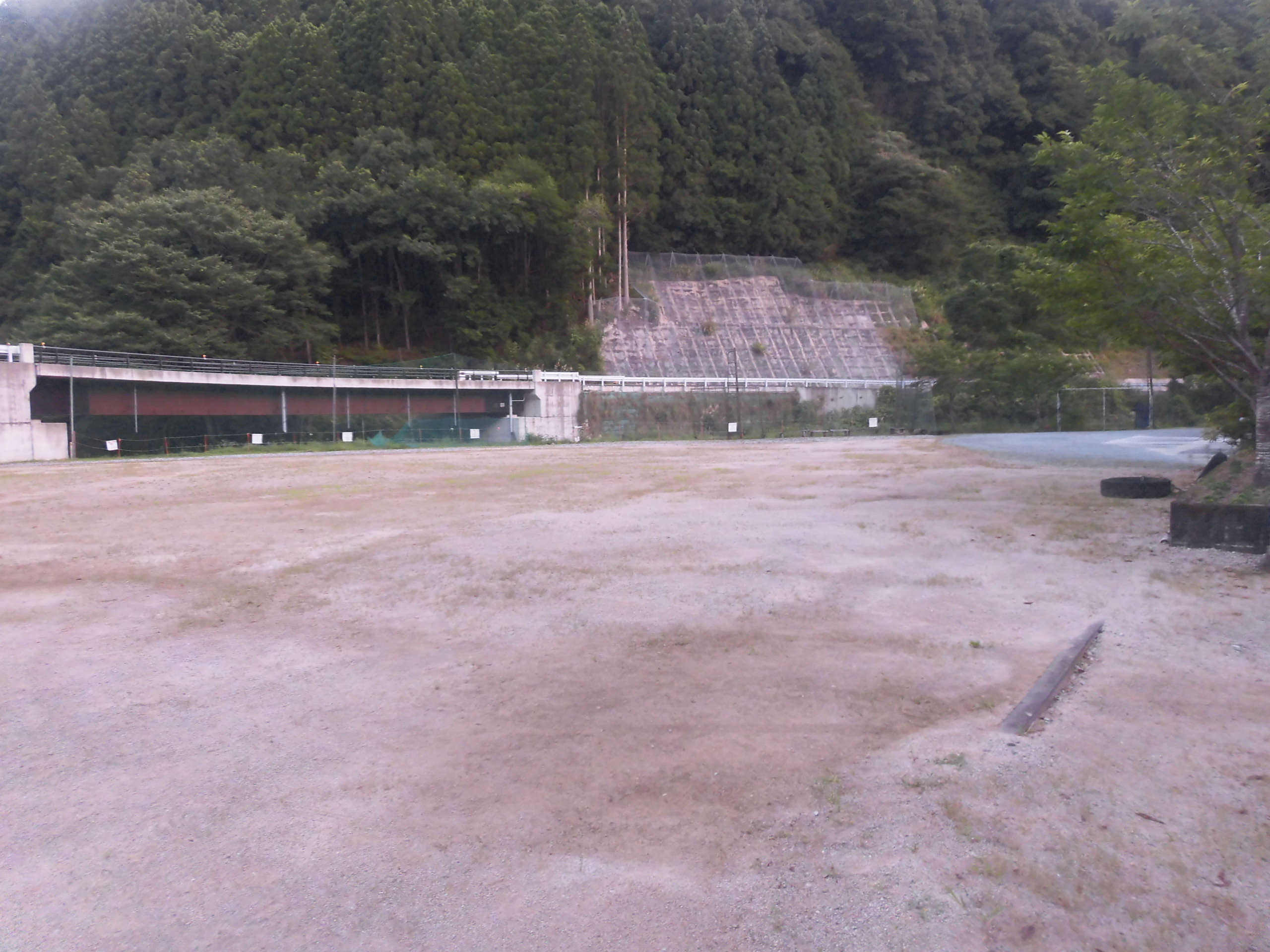
運動場

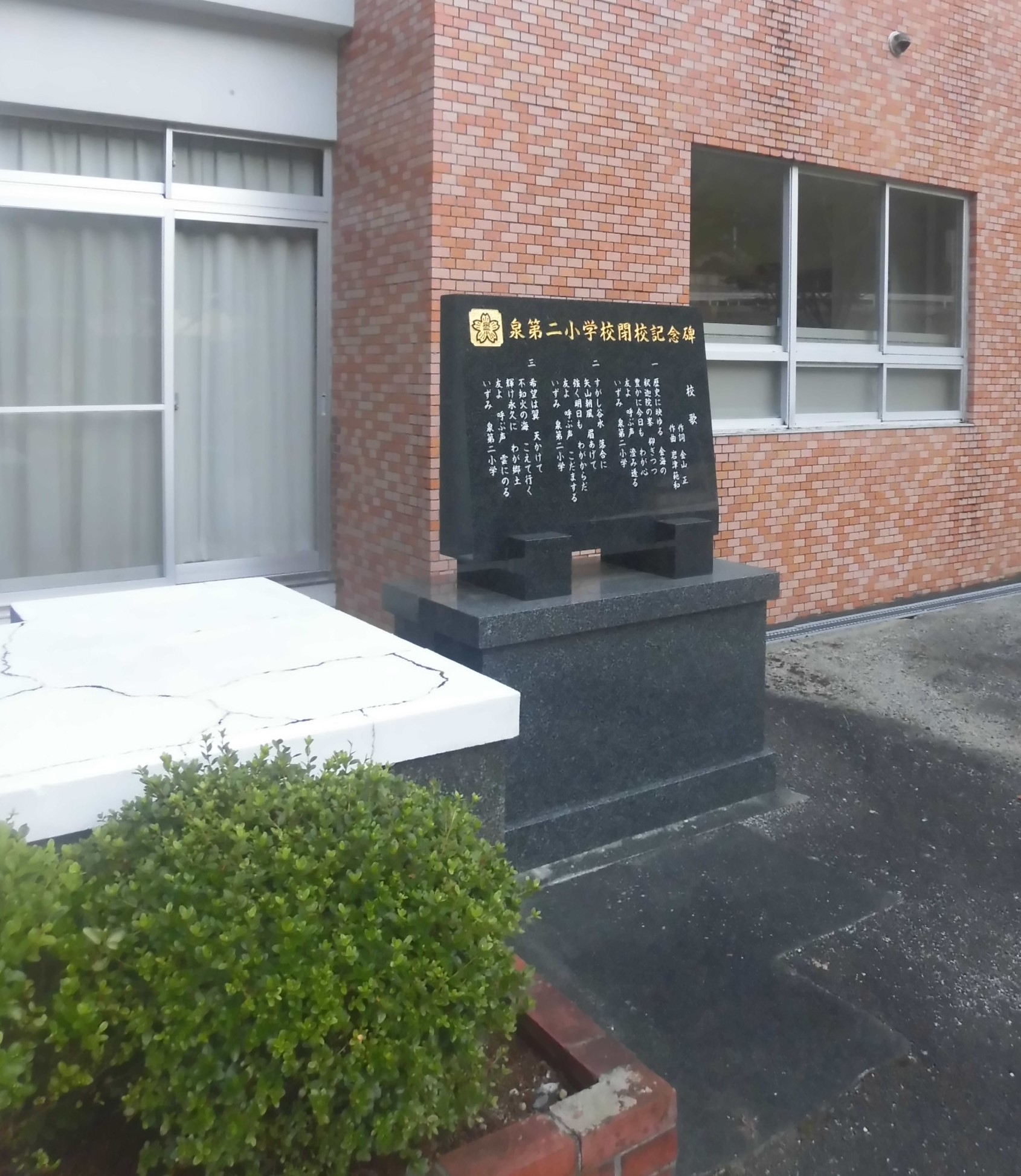
閉校記念碑

八代市立泉第二小学校（やつしろしりつ いずみだいにしょうがっこう）は、かつて熊本県八代市泉町栗木にあった公立小学校。
2014年（平成26年）3月末をもって閉校し、八代市立泉小中学校（小中一貫校）に統合された。

## 概要
歴史
1873年（明治6年）創立の小学校2校（柿迫西部・栗木）が1955年（昭和30年）に統合の上、「泉第二小学校」となった。1873年（明治6年）を創立年と定めており、創立131年を迎えた2014年（平成26年）に閉校した。
校章
桜の花弁を背景にして、中央に校名の略称である「泉二」の文字（縦書き）を配している。
校歌
作詞は金山正、作曲は岩津範和による。歌詞は3番まであり、各番の歌詞中に校名の「泉第二小学」が登場する。
通学区域
八代市泉町のうち「栗木地区、柿迫地区（一部）」。中学校区は八代市立泉中学校であった。

## 沿革
旧・柿迫西部小学校（かきざこせいぶ）
- 1873年（明治6年） - 上の門に「柿迫小学校」が創立。
- 1886年（明治19年）- 小学校令施行により、簡易科（3年制）を設置の上、「簡易柿迫小学校」に改称。
- 1889年（明治22年）4月1日 - 町村制施行により、八代郡「柿迫村」が発足。
- 1890年（明治23年）- 尋常科（4年制）を設置の上、「尋常柿迫小学校」に改称。
- 1892年（明治25年）- 「柿迫西部尋常小学校」に改称。
- 1894年（明治27年） - 校舎が全焼し、打越に移転
- 1908年（明治41年）4月 - 改正小学校令により、尋常科（義務教育年限）が4年制から6年制に改められる。尋常科5年を新設。
- 1909年（明治42年）4月 - 尋常科6年を新設。
- 実施年月不詳 - 高等科（2年制）を併置の上、「柿迫西部尋常高等小学校」に改称。
- 1941年（昭和16年）4月1日 - 国民学校令施行により、「柿迫村柿迫西部国民学校」に改称。
- 1947年（昭和22年）- 学制改革が行われる（六・三制の実施）。
  - 4月1日 - 国民学校初等科は、新制小学校「柿迫村立柿迫西部小学校」に改組・改称。
  - 5月8日 - 国民学校高等科は青年学校普通科とともに、新制中学校「柿迫外六ヶ村組合立 柿迫中学校」に改組・改称。
- 1954年（昭和29年）10月1日 -  8村（下岳・柿迫・栗木・久連子・椎原・仁田尾・葉木・樅木）合併により、「泉村」が発足。これにより、「泉村立柿迫西部小学校」に改称。
- 1955年（昭和30年）3月31日 - 統合により閉校。

旧・栗木小学校（くりき）
- 1873年（明治6年） - 赤根に「栗木小学校」が創立。
- 1886年（明治19年）- 小学校令施行により、簡易科（3年制）を設置の上、「簡易栗木小学校」に改称。
- 1889年（明治22年）4月1日 - 町村制施行により、八代郡「栗木村」が発足。
- 1890年（明治23年）- 尋常科（4年制）を設置の上、「尋常栗木小学校」に改称。
- 1892年（明治25年）- 「栗木尋常小学校」に改称。
- 1901年（明治34年） - 深山谷に移転。
- 1908年（明治41年）4月 - 改正小学校令により、尋常科（義務教育年限）が4年制から6年制に改められる。尋常科5年を新設。
- 1909年（明治42年）4月 - 尋常科6年を新設。
- 実施年月不詳 - 高等科（2年制）を併置の上、「栗木尋常高等小学校」に改称。
- 1941年（昭和16年）4月1日 - 国民学校令施行により、「栗木村栗木国民学校」に改称。
- 1947年（昭和22年）- 学制改革が行われる（六・三制の実施）。
  - 4月1日 - 国民学校初等科は、新制小学校「栗木村立栗木小学校」に改組・改称。
  - 5月8日 - 国民学校高等科は青年学校普通科とともに、新制中学校「柿迫外六ヶ村組合立 柿迫中学校」に統合。
- 1954年（昭和29年）10月1日 -  8村（下岳・柿迫・栗木・久連子・椎原・仁田尾・葉木・樅木）合併により、「泉村」が発足。これにより、「泉村立栗木小学校」に改称。
- 1955年（昭和30年）3月31日 - 統合により閉校。

統合・泉第二小学校
- 1955年（昭和30年）4月1日 - 上記小学校2校（柿迫西部・栗木）が統合の上、「泉村立泉第二小学校」となる。児童数414。旧・栗木小学校の校地・校舎を継承。
- 1958年（昭和33年）4月 - 在籍児童数が最大の414（12学級）を記録。
- 1972年（昭和47年）4月 - へき地1級地に指定される。この当時の児童数は175。
- 1975年（昭和50年）- 創立100周年記念式典を挙行。
- 1977年（昭和52年）- 旧・木造校舎を解体。鉄筋コンクリート造新校舎が完成。
- 2004年（平成16年）12月 - 校舎の大規模改修が完了。
- 2005年（平成17年）8月1日 - 八代市との合併により、「八代市立泉第二小学校」（最終名）と改称。
- 2006年（平成18年）4月 - 「二小校区・子どもの安全を守る会」が発足。
- 2012年（平成24年）4月1日 - 八代市立泉第三小学校の休校により、児童3名が転入。
- 2014年（平成26年）
  - 3月30日 - 閉校式を挙行。
  - 3月31日 - 閉校。最終年度の児童数は26名（6年生を含む）。閉校後は、小学校3校（泉第一・泉第二・泉第三）および中学校1校（泉）が統合の上、八代市立泉小中学校（小中一貫校）が開校。校舎・校地は泉中学校のものを継承。なお、跡地は「泉コミュニティセンター（公民館）」として利用されている。

## 交通アクセス
最寄りの鉄道駅
- JR九州 鹿児島本線 「有佐駅」

最寄りのバス停留所
- 九州産交バス 「落合（岩奥）」停留所

最寄りの幹線道路
- 熊本県道247号久連子落合線
- 熊本県道52号小川泉線

## 周辺
- 八代市役所泉支所（旧・泉村役場）
- 八代市立泉小中学校（旧・八代市立泉中学校）
- 八代警察署泉警察官駐在所
- 泉郵便局
- 振興センターいずみ
- 栗木川
- 氷川
- 落合橋